# Il demone dei ghiacci
Il demone dei ghiacci (Wyvern) è un film televisivo del 2009, diretto da Steven R. Monroe e prodotto da RHI Entertainment.
Il film è il quindicesimo della Serie Maneater prodotta in base ad un accordo con la Sci Fi Pictures.
È stato distribuito in home video il 18 agosto 2009. È uscito anche con il titolo alternativo Dragon. In Giappone, è intitolato Jurassic Predator.

## Trama
La piccola città dell'Alaska di Beaver Mills si trova appena a nord del Circolo polare artico, il che significa che il sole non tramonta durante il solstizio d'estate. Mentre la città si prepara per la celebrazione annuale di questo evento, una viverna viene svegliata dallo scioglimento delle calotte polari e attacca un pescatore.
Jake, un tuttofare che frequenta assiduamente il caffè dove lavora una cameriera di nome Claire, si fa male alla mano e David, il medico della città, lo esamina. Mentre torna in città, David viene attaccato dalla viverna. La mattina dopo, lo sceriffo Dawson e Jake sentono degli spari e trovano Haas, un redneck attaccato dalla viverna. Il colonnello Sherman, che ha visto la viverna, si reca in città per avvertire i cittadini ma nessuno gli crede. Dawson contatta via radio il suo vice Susie per guardare la città, ma non riesce a trasmettere il suo significato. Dawson trova il suo amico morto e ritorna. In città, la viverna uccide Susie e molte altre persone. Jake, Claire, Haas e l'eccentrica Edna si rifugiano nel caffè.
Più tardi, Vinyl, che gestisce la radio della città, e Farley, un altro cittadino, si nascondono nel caffè. Lo sceriffo Dawson viene ucciso dalla viverna. Jake e Claire rintracciano la viverna nei boschi, dove trovano il Colonnello, e scoprono che la viverna sta uccidendo chiunque sull'Interstate. Farley viene ferito mentre cerca di recuperare dei rifornimenti. La viverna usa David, ancora vivo, come esca per attirare la gente dal caffè. Jake va a salvarlo e Farley distrae la viverna per salvarli, ma viene divorato dalla creatura. David dice al gruppo che la viverna ha deposto delle uova e poi muore per le ferite riportate. I sopravvissuti decidono di elettrizzare il nido, ma la viverna uccide Haas. Jake prende un camion sul lato della strada e, usando le uova come esca, uccide la viverna. Jake, Claire, Colonel, Vinyl e Edna provano ancora alla radio per chiedere aiuto.